# 瀬戸の花嫁 (漫画)
『瀬戸の花嫁』（せとのはなよめ）は、木村太彦による日本の漫画作品。

## 概要
海で溺れたところを人魚の瀬戸燦に助けられ、身内以外に姿を見られてはならないという人魚の掟を守るために、瀬戸燦と結婚し人魚の身内になった満潮永澄が騒動に巻き込まれる姿を描く極道人魚ラブコメディ。
『月刊ガンガンWING』2002年9月号より連載され、2008年6月号より作者が腕を痛めた為休載 。休載中の2009年に『月刊ガンガンWING』が休刊したたため、『月刊ガンガンJOKER』に移籍となったが、移籍後も休載が続き、2010年6月号より連載再開し同年12月号で完結した。全16巻と別冊1巻。月刊ガンガンWING2005年9月号では、キャラクター人気投票＆ベストコンビ部門が行われた。結果発表は、単行本では9巻に収録されている。また、ベストコンビ部門が同時に行われた。3周年にちなんで3位のコンビのコンビを漫画にしている。
作者の木村が、作品を作るにあたって幾つかアイディアを出した所、編集のハートに一番ヒットしたのが「任侠で人魚」というダジャレだった。また、作者の故郷の瀬戸内を舞台にしているというのも気に入られた。なぜ埼玉に舞台を移したかは、1巻だけは瀬戸内で以降は埼玉にすることは最初から決めていたらしく、燦だけが瀬戸内弁の方がキャラクターが立つし標準語メインの方が読みやすいかと思ってと木村は語っている。あと木村が埼玉に住んでるからとも言っている。

## あらすじ
瀬戸内編（WAVE.1 - 5、〈1巻〉）
瀬戸内の祖母の実家に遊びに行った満潮永澄は、海水浴中に溺れた所を人魚の少女・瀬戸燦に助けられたのだが、人魚にはある掟があった。それは「身内以外の人間に人魚の姿を見られた場合、どちらかが死ぬというものだった。しかし人魚の正体を知った人間が人魚の身内となると回避できる特例があった。そこで、永澄は燦と結婚する事になる。しかし、二人の結婚に反対する燦の父であり瀬戸内魚類連合の組長・豪三郎や燦の護衛である巻き貝の巻は、永澄を抹殺せんと様々な攻撃を仕掛けてくる。
埼玉編（WAVE.6 - 67、〈2巻 - 15巻〉）
そんな中、永澄は燦と共に埼玉にある満潮家に帰ることになった。しかし、燦の事が気がかりで追ってきて、強引な方法で永澄の通う磯野第三中学校の関係者となった「瀬戸内組」の面々に振り回される。
その後も、自称「燦の永遠のライバル」であり、人魚であるアイドル歌手・江戸前留奈、一方的に燦に惚れ込んで転校して来た日本一の金持ちの子息・三河海、陸で人魚が上手く人間社会に順応できているかを監視するために転校して来た役人・不知火明乃とさらに現れる人魚達が磯野第三中学校に、また永澄と燦に波乱を巻き起こしてゆく。
WAVE.60「暴力教室」から永澄達は3年生と進学する。
完結編（WAVE.68 - 76、〈15巻 - 16巻〉）
永澄の前に謎の少女が突如現れた。その少女を追って来たのは、明乃のかつての愛弟子だった蒔百合。彼女の目的は少女の捕縛、そして永澄と燦の結婚を阻止する事だった。永澄に燦と別れるように告げる。しかし永澄は断り、明乃も永澄側につき蒔百合と戦う事になる。
そして魚人と地球を治める天帝・天羅が永澄の前に現れる。源義魚が、天羅を失脚させ、燦を天帝擁立しようと謀反を起こしたという。戦争を終結すべく、永澄と燦そして絆で結ばれた仲間達が義魚軍に立ち向かう。そして永澄はついに義魚の所に行くが、義魚の最後の手として出たのが豪三郎だった。豪三郎は人の姿を解き龍の姿になり、永澄は龍の姿となり本気の豪三郎と戦う事になった。永澄は豪三郎に勝てるのか。

## 登場人物
声優は2004年版のドラマCD/テレビアニメ版の順。
満潮永澄（みちしお ながすみ）
声 - 鈴村健一 / 水島大宙（幼少時代：阿部幸恵）
父親の実家瀬戸内で、海水浴で溺れたところを燦に助けられ、人魚の掟により結婚することになった中学生。燦との結婚により人生は一変、燦と一つ屋根の下に住む。
瀬戸燦（セト サン）
声 - 田中理恵 / 桃井はるこ
極道の跡取むすめ。海水浴に来ていた永澄が溺れていたのを助けたことによって人魚の掟で永澄と結婚することになった。永澄の妻になり、彼の家で同居中。意外と天然な所がある。
江戸前留奈（エドマエ ルナ）
声 - なし / 野川さくら
関東の人魚にして超人気アイドル「LUNAR」として活躍している、燦に対してライバル心を持っている。永澄たちと共に同居している。
不知火明乃（シラヌイ アケノ）
声 - なし / 喜多村英梨
人魚の素行を調査する試験官。裏では永澄と燦を別れさせるという任務を担っている。だがとても優しく燦の特訓などを手伝うなど永澄と燦の関係を大目にみてくれている。政さんの妹。

## 用語
魚人族
基本的には魚を初めとした水生生物であるが、知能と言葉を持ち、人間の外見になれる人化能力を持つ種族の総称。身体能力は人間をはるかに上回る他、種族にあわせた様々な能力を持つ。下半身のみ魚になるものと全身が海洋生物に変化するものがあり、特に前者を人魚、後者を魚人と呼ぶが、基本的な性質は共通している。傾向としては男性には魚人が多く、女性には人魚が多い。また、魚人とは言うものの、貝やタコ、シャチや海草などの魚類以外の水生生物に変化する魚人も少なくない。基本的に人間より高い能力を持つが、中には人間並み、もしくはそれ以下の知能しかなかったり、変身が苦手だったりと個人差がある。通常の魚類は淡水・海水の水質に影響されるが魚人族はどちらにも対応出来、お風呂くらいの温度ならば普通に入ることが出来る。なお、人間と魚人族の混血児は魚人族の遺伝子の方が優性のため、ほとんどの場合は魚人族として生まれてくる。
魚人に共通する弱点として、猫を極端に恐れるというものがある。魚は猫に食われる立場から来た弱点だが、シャチの魚人で特に猫に襲われる筈も無い三河海も猫を苦手としている。この弱点も大人になれば我慢できるレベルのものだが、瀬戸豪三郎など大人になっても猫相手にパニックに陥る魚人もいる。
魚人族は人間よりも遙かに優れた種族であり、秘密裏に人間社会に溶け込み暮らしている者も少なくない。その影響力は絶大で人間社会の政治経済の中枢部にまで至っている。日本の政府も魚人族に牛耳られており、瀬戸内組が磯中で教師になれたのもこのためである。人間社会に出ていない魚人たちは水中の隠れ里に住み、人間に見つからないように暮らしている。総人口は人類の1パーセント程度である。
魚人社会本来の成り立ちは天帝（帝）を頂点とした君主制のようなもので、庶民を束ねる貴族や役人と言った立場の者たちが存在する。また、天帝直属の軍隊も構成されている。ただし、これは日本国内だけの構図であり、日本国外ではまた別の形のようである。
人魚は下半身の魚の部分を足に変え、全身が海洋生物の場合丸々人間に姿を変え、巻のように小さい魚人族は人間の大きさになることができる。
魚人の子どもは体、人魚は下半身が濡れると人化が解けるがその感覚は「鼻がムズムズしてくしゃみをするようなもの。」と明乃が語っている。濡れた部分が乾いたら、また人化が可能。修練次第ではある程度は耐えられるようになるが、魚人の世界で大人になるということは、自然と濡れても人化が保てる耐性ができることを指すため、最終的にはあまり違いがない。なお、元の姿に戻った時、人間態の時の形状、大きさの違いにより、パンツや靴下など着用していた服が強制的に脱がされることが多い。この現象のため永澄がルナパパからとんでもない誤解を受けたことがある。
人魚の掟
人と人魚が関わってはいけないという掟。人魚の姿を身内以外の人に見られると、人か人魚のどちらかが死ななくてはならない。だが、例外として人魚の身内となることで回避する特例的な方法も存在する。その特例的な方法を使った場合が数件あるが、それらのどれもが黙認されているようであるが燦と永澄の場合は何故か妨害されている。本編上は永澄が燦の身内になる事を前提に話が進んでいるが、たとえば永澄が留奈や明乃と結ばれても人魚の身内になるため、例外として認められる。
人魚古代歌詞（にんぎょエンシェントリリック）
聞いた者の脳に効果を与える特殊な歌。女性人魚にしか歌うことができない。人間ではほとんど抵抗すら出来ずに効果を及ぼし、魚人族でも多少耐性があるがずっと聞いていると影響を受けてしまう。同じ歌でも声量・技量・想いの強さ、つまり総合的な歌唱力によって効果が上下する。息のあったデュエットならばさらに効果が倍増。また、人魚の歌い手が歌う歌は普通の歌を歌う場合であっても魔力が宿っており、普通の人よりも心を揺さぶる力が大きく、その度合いは歌い手によってかわり、またマイクによってその度合いを強化する事も可能。歌=発声であるため、口を塞がれると使えないのが弱点。また、耳栓などで音が聞こえなくなっている場合も効果はない。

## 書誌情報等
単行本
- 木村太彦 『瀬戸の花嫁』スクウェア・エニックス[11]〈ガンガンWINGコミックス[12]→ガンガンコミックスJOKER[13]〉、全16巻
  1. 2003年2月27日発売[14]、ISBN 4-7575-0880-8
  2. 2003年7月26日発売[15]、ISBN 4-7575-0986-3
  3. 2003年11月27日発売[16]、ISBN 4-7575-1073-X
  4. 2004年4月27日発売[17]、ISBN 4-7575-1189-2
  5. 2004年8月27日発売[18]、ISBN 4-7575-1257-0
  6. 2004年12月27日発売[19]、ISBN 4-7575-1341-0
  7. 2005年4月27日発売[20]、ISBN 4-7575-1417-4
  8. 2005年9月27日発売[21]、ISBN 4-7575-1532-4
  9. 2006年3月27日発売[22]、ISBN 4-7575-1648-7
  10. 2006年7月27日発売[23]、ISBN 4-7575-1730-0
  11. 2006年11月27日発売[24]、ISBN 4-7575-1818-8
  12. 2007年3月27日発売[25]、ISBN 978-4-7575-1976-3
  13. 2007年7月27日発売[26]、ISBN 978-4-7575-2058-5
  14. 2008年3月27日発売[27]、ISBN 978-4-7575-2247-3
  15. 2011年2月22日発売[28]、ISBN 978-4-7575-3141-3
  16. 2011年2月22日発売[29]、ISBN 978-4-7575-3142-0

ファンブック
- 木村太彦 『瀬戸の花嫁 桜 2年1組任侠先生』スクウェア・エニックス、2007年8月発行、ISBN 978-4-7575-2040-0

## アニメ
テレビアニメは2007年4月から9月までテレビ東京系列にて放送された。その後OVAシリーズも発売された。